# NGC 4850
NGC 4850 este o galaxie activă situată în constelația Părul Berenicei. A fost descoperită în 22 aprilie 1865 de către Heinrich Louis d'Arrest. Se află la o distanță de 88,31 de megaparseci de Pământ.